# Hyperocnocerus
Hyperocnocerus is een geslacht van rechtvleugeligen uit de familie veldsprinkhanen (Acrididae). De wetenschappelijke naam van dit geslacht is voor het eerst geldig gepubliceerd in 1953 door Uvarov.

## Soorten
Het geslacht Hyperocnocerus  is monotypisch en omvat slechts de volgende soort:
- Hyperocnocerus sulculatus (Karsch, 1893)